# Major League Soccer 2009
La Temporada 2009 de la Major League Soccer (MLS) fue la 14.ª edición realizada de la primera división del fútbol en los Estados Unidos y Canadá. La temporada comenzó el 19 de marzo y el 22 de noviembre. Real Salt Lake conquistó su primer título en la MLS luego de derrotar en los penales por 5-4 a Los Angeles Galaxy, después del empate 1-1.

## Cambios
- El Seattle Sounders FC fue inscrito como equipo de expansión en la Conferencia Oeste.[1]
- Sigi Schmid no renovó con el Columbus Crew y fue contratado por el Seattle Sounders FC.
- El Columbus Crew promovió al asistente técnico Robert Warzycha a Entrenador.
- Dos equipos firmado acuerdos de patrocinio camiseta: 
  - Xbox 360 Live se convirtió en el patrocinador de la camiseta de los Seattle Sounders FC.
  - Amway Global se convirtió en el patrocinador de la camiseta de los San Jose Earthquakes.
- Los dos mejores equipos de cada conferencia se clasifican automáticamente para los playoffs. También los 4 equipos mejor ubicados en la tabla general independientemente de cada conferencia, también se clasifican.

### Contrataciones
Algunos jugadores internacionales de gran nombre llegaron a la liga. Ellos son:
| Jugador           | Club actual         | Club de procedencia |
| ----------------- | ------------------- | ------------------- |
| Fredrik Ljungberg | Seattle Sounders FC | West Ham United     |
| Albert Celades    | New York Red Bulls  | Agente Libre        |

## Posiciones

### Conferencia Este
| Pos. | Equipos                | PJ | G  | E  | P  | GF | GC | Dif. | Pts. |
| ---- | ---------------------- | -- | -- | -- | -- | -- | -- | ---- | ---- |
| 1    | Columbus Crew          | 30 | 13 | 10 | 7  | 41 | 31 | +10  | 49   |
| 2    | Chicago Fire           | 30 | 11 | 12 | 7  | 39 | 34 | +5   | 45   |
| 3    | New England Revolution | 30 | 11 | 9  | 10 | 33 | 37 | -4   | 42   |
| 4    | D.C. United            | 30 | 9  | 13 | 8  | 41 | 42 | -1   | 40   |
| 5    | Toronto FC             | 30 | 10 | 9  | 11 | 37 | 46 | -9   | 39   |
| 6    | Kansas City Wizards    | 30 | 8  | 9  | 14 | 33 | 42 | -9   | 33   |
| 7    | New York Red Bulls     | 30 | 5  | 6  | 19 | 27 | 47 | -20  | 21   |

     Clasifica a los playoffs 2009.

     Clasifica a los playoffs 2009 (Wild Card).

### Conferencia Oeste
| Pos. | Equipos              | PJ | G  | E  | P  | GF | GC | Dif. | Pts. |
| ---- | -------------------- | -- | -- | -- | -- | -- | -- | ---- | ---- |
| 1    | Los Angeles Galaxy   | 30 | 12 | 12 | 6  | 36 | 31 | +5   | 48   |
| 2    | Houston Dynamo       | 30 | 13 | 9  | 8  | 39 | 29 | +10  | 48   |
| 3    | Seattle Sounders FC  | 30 | 12 | 11 | 7  | 38 | 29 | +9   | 47   |
| 4    | Chivas USA           | 30 | 13 | 6  | 11 | 34 | 31 | +3   | 45   |
| 5    | Real Salt Lake       | 30 | 11 | 7  | 12 | 43 | 35 | +8   | 40   |
| 6    | Colorado Rapids      | 30 | 10 | 10 | 10 | 42 | 38 | +4   | 40   |
| 7    | FC Dallas            | 30 | 11 | 6  | 13 | 50 | 46 | +4   | 39   |
| 8    | San Jose Earthquakes | 30 | 7  | 9  | 14 | 36 | 50 | -14  | 30   |

     Clasifica a los playoffs 2009.

     Clasifica a los playoffs 2009 (Wild Card).

### Tabla General
| Pos. | Equipos                | PJ | G  | E  | P  | GF | GC | Dif. | Pts. |
| ---- | ---------------------- | -- | -- | -- | -- | -- | -- | ---- | ---- |
| 1    | Columbus Crew          | 30 | 13 | 10 | 7  | 41 | 31 | +10  | 49   |
| 2    | Los Angeles Galaxy     | 30 | 12 | 12 | 6  | 36 | 31 | +5   | 48   |
| 3    | Houston Dynamo         | 30 | 13 | 9  | 8  | 39 | 29 | +10  | 48   |
| 4    | Seattle Sounders FC    | 30 | 12 | 11 | 7  | 38 | 29 | +9   | 47   |
| 5    | Chicago Fire           | 30 | 11 | 12 | 7  | 39 | 34 | +5   | 45   |
| 6    | Chivas USA             | 30 | 13 | 6  | 11 | 34 | 31 | +3   | 45   |
| 7    | New England Revolution | 30 | 11 | 9  | 10 | 33 | 37 | -4   | 42   |
| 8    | Real Salt Lake         | 30 | 11 | 7  | 12 | 43 | 35 | +8   | 40   |
| 9    | Colorado Rapids        | 30 | 10 | 10 | 10 | 42 | 38 | +4   | 40   |
| 10   | D.C. United            | 30 | 9  | 13 | 8  | 41 | 42 | -1   | 40   |
| 11   | FC Dallas              | 30 | 11 | 6  | 13 | 50 | 46 | +4   | 39   |
| 12   | Toronto FC             | 30 | 10 | 9  | 11 | 37 | 46 | -9   | 39   |
| 13   | Kansas City Wizards    | 30 | 8  | 9  | 14 | 33 | 42 | -9   | 33   |
| 14   | San Jose Earthquakes   | 30 | 7  | 9  | 14 | 36 | 50 | -14  | 30   |
| 15   | New York Red Bulls     | 30 | 5  | 6  | 19 | 27 | 47 | -20  | 21   |

     MLS Supporters' Shield 2009, Concacaf Liga Campeones 2010-11, Lamar Hunt U.S. Open Cup 2010 , Play-offs MLS Cup 2009

     Lamar Hunt U.S. Open Cup 2010 , Play-offs MLS Cup 2009

     Play-offs MLS Cup 2009

## Postemporada
|  | Semifinales de conferencia | Semifinales de conferencia | Semifinales de conferencia |                    |                    | Finales de conferencia | Finales de conferencia | Finales de conferencia |    |                | MLS Cup | MLS Cup | MLS Cup |  |
|  |                            |                            |                            |                    |                    |                        |                        |                        |    |                |         |         |         |  |
|  |                            |                            |                            |                    |                    |                        |                        |                        |    |                |         |         |         |  |
|  | E1                         | Columbus Crew              |                            |                    |                    |                        |                        |                        |    |                |         |         |         |  |
|  | E1                         | Columbus Crew              |                            |                    |                    |                        |                        |                        |    |                |         |         |         |  |
|  | E4                         | Real Salt Lake             |                            |                    |                    |                        |                        |                        |    |                |         |         |         |  |
|  | E4                         | Real Salt Lake             |                            | E4                 | Real Salt Lake     | 0 (5)                  |                        |                        |    |                |         |         |         |  |
|  | Conferencia Este           |                            |                            | E4                 | Real Salt Lake     | 0 (5)                  |                        |                        |    |                |         |         |         |  |
|  |                            |                            | E2                         | Chicago Fire       | 0 (4)              |                        |                        |                        |    |                |         |         |         |  |
|  | E2                         | Chicago Fire               | E2                         | Chicago Fire       | 0 (4)              |                        |                        |                        |    |                |         |         |         |  |
|  | E2                         | Chicago Fire               |                            |                    |                    |                        |                        |                        |    |                |         |         |         |  |
|  | E3                         | New England Revolution     |                            |                    |                    |                        |                        |                        |    |                |         |         |         |  |
|  | E3                         | New England Revolution     |                            |                    |                    |                        |                        |                        | E4 | Real Salt Lake | 1 (5)   |         |         |  |
|  |                            |                            |                            |                    |                    |                        |                        |                        | E4 | Real Salt Lake | 1 (5)   |         |         |  |
|  |                            |                            | O1                         | Los Angeles Galaxy | 1 (4)              |                        |                        |                        |    |                |         |         |         |  |
|  | O1                         | Los Angeles Galaxy         | O1                         | Los Angeles Galaxy | 1 (4)              |                        |                        |                        |    |                |         |         |         |  |
|  | O1                         | Los Angeles Galaxy         |                            |                    |                    |                        |                        |                        |    |                |         |         |         |  |
|  | O4                         | Chivas USA                 |                            |                    |                    |                        |                        |                        |    |                |         |         |         |  |
|  | O4                         | Chivas USA                 |                            | O1                 | Los Angeles Galaxy | 2                      |                        |                        |    |                |         |         |         |  |
|  | Conferencia Oeste          |                            |                            | O1                 | Los Angeles Galaxy | 2                      |                        |                        |    |                |         |         |         |  |
|  |                            |                            | O2                         | Houston Dynamo     | 0                  |                        |                        |                        |    |                |         |         |         |  |
|  | O2                         | Houston Dynamo             | O2                         | Houston Dynamo     | 0                  |                        |                        |                        |    |                |         |         |         |  |
|  | O2                         | Houston Dynamo             |                            |                    |                    |                        |                        |                        |    |                |         |         |         |  |
|  | O3                         | Seattle Sounders FC        |                            |                    |                    |                        |                        |                        |    |                |         |         |         |  |
|  | O3                         | Seattle Sounders FC        |                            |                    |                    |                        |                        |                        |    |                |         |         |         |  |
|  |                            |                            |                            |                    |                    |                        |                        |                        |    |                |         |         |         |  |

|                                   |
| Bandera de Utah                   |
| Campeón Real Salt Lake 1.° título |

## Goleadores
| Jugador                    | Equipo               | Goles |
| -------------------------- | -------------------- | ----- |
| Jeff Cunningham            | FC Dallas            | 17    |
| Conor Casey                | Colorado Rapids      | 16    |
| Freddy Montero             | Seattle Sounders FC  | 12    |
| Landon Donovan             | Los Angeles Galaxy   | 12    |
| Robbie Findley             | Real Salt Lake       | 12    |
| Guillermo Barros Schelotto | Columbus Crew        | 12    |
| Juan Pablo Ángel           | New York Red Bulls   | 12    |
| Dwayne De Rosario          | Toronto FC           | 11    |
| Ryan Johnson               | San Jose Earthquakes | 11    |
| Josh Wolff                 | Kansas City Wizards  | 11    |

## Premios y reconocimientos

### Jugador de la semana
| Semana    | Futbolista                 | Equipo                 |
| --------- | -------------------------- | ---------------------- |
| Semana 1  | Freddy Montero             | Seattle Sounders FC    |
| Semana 2  | Kasey Keller               | Seattle Sounders FC    |
| Semana 3  | Conor Casey                | Colorado Rapids        |
| Semana 4  | Donovan Ricketts           | Los Angeles Galaxy     |
| Semana 5  | Josh Wolff                 | Kansas City Wizards    |
| Semana 6  | Javier Morales             | Real Salt Lake         |
| Semana 7  | Jaime Moreno               | D.C. United            |
| Semana 8  | Macoumba Kandji            | New York Red Bulls     |
| Semana 9  | Josh Wolff                 | Kansas City Wizards    |
| Semana 10 | Amado Guevara              | Toronto FC             |
| Semana 11 | Conor Casey                | Colorado Rapids        |
| Semana 12 | Taylor Twellman            | New England Revolution |
| Semana 13 | Guillermo Barros Schelotto | Columbus Crew          |
| Semana 14 | Omar Cummings              | Colorado Rapids        |
| Semana 15 | Nate Jaqua                 | Seattle Sounders FC    |
| Semana 16 | Jeff Cunningham            | FC Dallas              |
| Semana 17 | Chad Barrett               | Toronto FC             |
| Semana 18 | Cuauhtémoc Blanco          | Chicago Fire           |
| Semana 19 | Yura Movsisyan             | Real Salt Lake         |
| Semana 20 | Jeff Cunningham            | FC Dallas              |
| Semana 21 | Conor Casey                | Colorado Rapids        |
| Semana 22 | Chad Marshall              | Seattle Sounders FC    |
| Semana 23 | Kheli Dube                 | New England Revolution |
| Semana 24 | Pablo Campos               | Real Salt Lake         |
| Semana 25 | Josh Wolff                 | Kansas City Wizards    |
| Semana 26 | Jeff Cunningham            | FC Dallas              |
| Semana 27 | Brad Davis                 | Houston Dynamo         |
| Semana 28 | Shalrie Joseph             | New England Revolution |
| Semana 29 | Landon Donovan             | Los Angeles Galaxy     |
| Semana 30 | Jeff Cunningham            | FC Dallas              |
| Semana 31 | Fredrik Ljungberg          | Seattle Sounders FC    |
| Semana 32 | Robbie Findley             | Real Salt Lake         |

### Jugador del mes
| Mes        | Futbolista                 | Equipo              |
| ---------- | -------------------------- | ------------------- |
| Marzo      | Freddy Montero             | Seattle Sounders FC |
| Abril      | Brian McBride              | Chicago Fire        |
| Mayo       | Conor Casey                | Colorado Rapids     |
| Junio      | Guillermo Barros Schelotto | Columbus Crew       |
| Julio      | Landon Donovan             | Los Angeles Galaxy  |
| Agosto     | Chad Marshall              | Columbus Crew       |
| Septiembre | Jeff Cunningham            | FC Dallas           |
| Octubre    | Fredrik Ljungberg          | Seattle Sounders FC |

### Gol de la semana
| Semana    | Futbolista         | Equipo                 |
| --------- | ------------------ | ---------------------- |
| Semana 1  | Freddy Montero     | Seattle Sounders FC    |
| Semana 2  | Freddy Montero     | Seattle Sounders FC    |
| Semana 3  | Sainey Nyassi      | New England Revolution |
| Semana 4  | Brian McBride      | Chicago Fire           |
| Semana 5  | Brian Ching        | Houston Dynamo         |
| Semana 6  | Clint Mathis       | Real Salt Lake         |
| Semana 7  | Jaime Moreno       | D.C. United            |
| Semana 8  | Chris Pontius      | D.C. United            |
| Semana 9  | Santino Quaranta   | D.C. United            |
| Semana 10 | Claudio López      | Kansas City Wizards    |
| Semana 11 | Nate Jaqua         | Seattle Sounders FC    |
| Semana 12 | Omar Cummings      | Colorado Rapids        |
| Semana 13 | Davy Arnaud        | Kansas City Wizards    |
| Semana 14 | Eric Avila         | FC Dallas              |
| Semana 15 | Nate Jaqua         | Seattle Sounders FC    |
| Semana 16 | Marco Pappa        | Chicago Fire           |
| Semana 17 | Patrick Ianni      | Seattle Sounders FC    |
| Semana 18 | Bryan Namoff       | D.C. United            |
| Semana 19 | Claudio López      | Kansas City Wizards    |
| Semana 20 | Fred               | DC United              |
| Semana 21 | Landon Donovan     | Los Angeles Galaxy     |
| Semana 22 | Steve Zakuani      | Seattle Sounders FC    |
| Semana 23 | Nate Jaqua         | Seattle Sounders FC    |
| Semana 24 | Well Thompson      | New England Revolution |
| Semana 25 | Edgaras Jankauskas | New England Revolution |
| Semana 26 | O'Brian White      | Toronto FC             |
| Semana 27 | Brad Davis         | Houston Dynamo         |
| Semana 28 | Jeff Cunningham    | FC Dallas              |
| Semana 29 | Jeff Cunningham    | FC Dallas              |
| Semana 30 | Jeff Cunningham    | FC Dallas              |
| Semana 31 | George John        | FC Dallas              |
| Semana 32 | Robbie Findley     | Real Salt Lake         |

### Reconocimientos individuales
| Premio                  | Ganador                   | Equipo                              |
| ----------------------- | ------------------------- | ----------------------------------- |
| Jugador Más Valioso     | Landon Donovan            | Los Angeles Galaxy                  |
| Bota de Oro             | Jeff Cunningham           | FC Dallas                           |
| Entrenador del año      | Bruce Arena               | Los Angeles Galaxy                  |
| Portero del año         | Zach Thornton             | Chivas USA                          |
| Defensa del año         | Chad Marshall             | Columbus Crew                       |
| Novato del año          | Omar Gonzalez             | Los Angeles Galaxy                  |
| Contratación del año    | Fredy Montero             | Seattle Sounders FC                 |
| Gol del año             | Landon Donovan            | Los Angeles Galaxy                  |
| Espírirtu de superación | Zach Thornton             | Chivas USA                          |
| Fair Play               | Steve Ralston Logan Pause | New England Revolution Chicago Fire |
| Humanitario del año     | Jimmy Conrad              | Kansas City Wizards                 |
| Árbitro del año         | Alex Prus                 | Alex Prus                           |

### Equipo ideal de la temporada
| Pos. | Futbolista        | Equipo                 |
| ---- | ----------------- | ---------------------- |
| POR  | Zach Thornton     | Chivas USA             |
| DEF  | Geoff Cameron     | Houston Dynamo         |
| DEF  | Wilman Conde      | Chicago Fire           |
| DEF  | Chad Marshall     | Columbus Crew          |
| MED  | Dwayne De Rosario | Toronto FC             |
| MED  | Landon Donovan    | Los Angeles Galaxy     |
| MED  | Stuart Holden     | Houston Dynamo         |
| MED  | Shalrie Joseph    | New England Revolution |
| MED  | Fredrik Ljungberg | Seattle Sounders FC    |
| DEL  | Conor Casey       | Colorado Rapids        |
| DEL  | Jeff Cunningham   | FC Dallas              |

## Juego de las estrellas
El Juego de las Estrellas 2009 de la Major League Soccer fue la 14.ª edición del Juego de las Estrellas de la Major League Soccer, el cual se disputó el 29 de julio de 2009 entre las Estrellas de la MLS y el Everton de Inglaterra en el Rio Tinto Stadium de Sandy, Utah. El partido finalizó 1-1 en los 90 minutos reglamentarios, por lo que se definió mediante Tiros desde el punto penal. Everton se impuso por 4-3, resultando el golero estadounidense del club inglés, Tim Howard, como el jugador más valioso.